# Heartworms (musicienne)
 (mai 2025).
La mise en forme du texte ne suit pas les recommandations de Wikipédia : il faut le « wikifier ».
Les points d'amélioration suivants sont les cas les plus fréquents. Le détail des points à revoir est peut-être précisé sur la page de discussion.
- Les titres sont pré-formatés par le logiciel. Ils ne sont ni en capitales, ni en gras.
- Le texte ne doit pas être écrit en capitales (les noms de famille non plus), ni en gras, ni en italique, ni en « petit »…
- Le gras n'est utilisé que pour surligner le titre de l'article dans l'introduction, une seule fois.
- L'italique est rarement utilisé : mots en langue étrangère, titres d'œuvres, noms de bateaux, etc.
- Les citations ne sont pas en italique mais en corps de texte normal. Elles sont entourées par des guillemets français : « et ».
- Les listes à puces sont à éviter, des paragraphes rédigés étant largement préférés. Les tableaux sont à réserver à la présentation de données structurées (résultats, etc.).
- Les appels de note de bas de page (petits chiffres en exposant, introduits par l'outil «  Source ») sont à placer entre la fin de phrase et le point final[comme ça].
- Les liens internes (vers d'autres articles de Wikipédia) sont à choisir avec parcimonie. Créez des liens vers des articles approfondissant le sujet. Les termes génériques sans rapport avec le sujet sont à éviter, ainsi que les répétitions de liens vers un même terme.
- Les liens externes sont à placer uniquement dans une section « Liens externes », à la fin de l'article. Ces liens sont à choisir avec parcimonie suivant les règles définies. Si un lien sert de source à l'article, son insertion dans le texte est à faire par les notes de bas de page.
- La présentation des références doit suivre les conventions bibliographiques. Il est recommandé d'utiliser les modèles {{Ouvrage}}, {{Chapitre}}, {{Article}}, {{Lien web}} et/ou {{Bibliographie}}. Le mode d'édition visuel peut mettre en forme automatiquement les références.
- Insérer une infobox (cadre d'informations à droite) n'est pas obligatoire pour parachever la mise en page.

Pour une aide détaillée, merci de consulter Aide:Wikification.
Si vous pensez que ces points ont été résolus, vous pouvez retirer ce bandeau et améliorer la mise en forme d'un autre article.
 (mai 2025).
Jojo Orme, connue professionnellement sous le nom de Heartworms, est une musicienne britannique,.

## Biographie
Josephine Orme est née dans le centre de Londres, en Angleterre, en 1998 ou 1999. Elle a des origines afghanes et pakistanaises du côté de son père, et danoises et chinoises du côté de sa mère. Orme a grandi à Cheltenham, avec la musique que sa mère écoutait, composée d'artistes comme Hot Chocolate, Fleetwood Mac, Michael Jackson et Prince. Elle a quitté la maison à 14 ans pour être placée en famille d'accueil. Orme a étudié la production et la performance au South Gloucestershire and Stroud College voulant devenir productrice car « il n'y en a pas beaucoup dans l'industrie ». Faisant face à un milieu essentiellement masculin, elle ne souhaitait pas que "le genre [l]'empêche de faire quoi que ce soit". Cette expérience lui permettra d'acquérir des compétences très utiles par la suite.

## Carrière
Orme a choisis le nom « Heartworms » en s'inspirant de l'album Shins 2017 du même nom . Elle a rencontré le producteur Dan Carey sur Instagram, et il lui a demandé de lui envoyer quelques démos. Une grande partie de leur début de carrière s'est déroulée à la salle Windmill de Brixton, aux côtés de Black Country, New Road, Goat Girl, The Last Dinner Party et PVA,. En 2022, elle signe sur son label Speedy Wunderground et sort le single « Consistent Dedication ». Son premier EP A Comforting Notion est sorti en 2023, aux côtés d'un modèle Airfix Spitfire en édition limitée. Elle a ensuite fait une tournée avec The Kills puis un concert avec St Vincent au Royal Albert Hall.
En février 2025, le premier album d'Orme, Glutton for Punishment, est sorti et a été acclamé par la critique, recevant notamment une critique cinq étoiles de NME.

## Style artistique
La musique de Heartworms a été classée par les critiques comme post-punk,, rock gothique et dance punk,. Elle incorpore souvent des éléments d'électroclash, de musique post-industrielle, de techno et de musique électronique des années 1990 et 2000.
Elle a déclaré avoir « découvert The Cure et Siouxsie and the Banshees » alors qu'elle était à l'université et qu'elle était attirée par ce qui était musicalement « sombre ». Ses autres influences incluent PJ Harvey et son album To Bring You My Love (1995), Killing Joke (1980) de Killing Joke, Grauzone (1981) de Grauzone, Floodland des Sisters of Mercy (1987), Push the Sky Away de Nick Cave and the Bad Seeds (2013), Krómantík de Sóley (2014), Gothic de Nox Arcana (2015), Useless Coordinates de Drahla (2019), Interpol et The Clash - ainsi que des compositeurs de musique classique comme Frédéric Chopin.

## Discographie

### Albums
- Glutton for Punishment (2025)

### EPs
- A Comforting Notion (2023)

### Singles
- "What Can I Do" (2020)
- "Consistent Dedication" (2022)
- "May I Comply" (2023)
- "Jacked" (2023)
- "Warplane" (2024)
- "Extraordinary Wings" (2025)